# Périple des marins de Néchao

Représentation du monde connu (lOikoumene) du temps d'Hérodote.

Le périple des marins de Néchao (né-ka-o) est le récit de la circumnavigation de l'Afrique, d'une durée de trois ans, supposée avoir eu lieu à l'initiative du pharaon Nékao II à la fin du VIIe siècle avant notre ère. Ce dernier aurait fait appel à des marins phéniciens, qui seraient partis de la mer Rouge et revenus par le détroit de Gibraltar passant l'actuel cap de Bonne-Espérance.

## Récit d'Hérodote
L'aventure est relatée par Hérodote : 

« J'admire d'autant plus ceux qui ont décrit la Libye, l'Asie et l'Europe, et qui en ont déterminé les bornes, qu'il y a beaucoup de différence entre ces trois parties de la terre : car l'Europe surpasse en longueur les deux autres; mais il ne me paraît pas qu'elle puisse leur être comparée par rapport à la largeur. La Libye montre elle-même qu'elle est environnée de la mer, excepté du côté où elle confine à l'Asie. Nécos, roi d'Égypte, est le premier que nous sachions qui l'ait prouvé. Lorsqu'il eut fait cesser de creuser le canal qui devait conduire les eaux du Nil au golfe Arabique, il fit partir des Phéniciens sur des vaisseaux, avec ordre d'entrer, à leur retour, par les colonnes d'Hercule, dans la mer Septentrionale, et de revenir de cette manière en Égypte. »

« Les Phéniciens, s'étant donc embarqués sur la mer Érythrée, naviguèrent dans la mer Australe. Quand l'automne était venu, ils abordaient à l'endroit de la Libye où ils se trouvaient, et semaient du blé. Ils attendaient ensuite le temps de la moisson, et, après la récolte, ils se remettaient en mer. Ayant ainsi voyagé pendant deux ans, la troisième année ils doublèrent les colonnes d'Hercule, et revinrent en Égypte. Ils racontèrent, à leur arrivée, que, en faisant voile autour de la Libye, ils avaient eu le soleil à leur droite. Ce fait ne me paraît nullement croyable ; mais peut-être le paraîtra-t-il à quelque autre. C'est ainsi que la Libye a été connue pour la première fois. »

— Histoires [détail des éditions] [lire en ligne], IV, 42 – Traduction Larcher, Paris, Charpentier, 1850

## Débat sur l'historicité du voyage

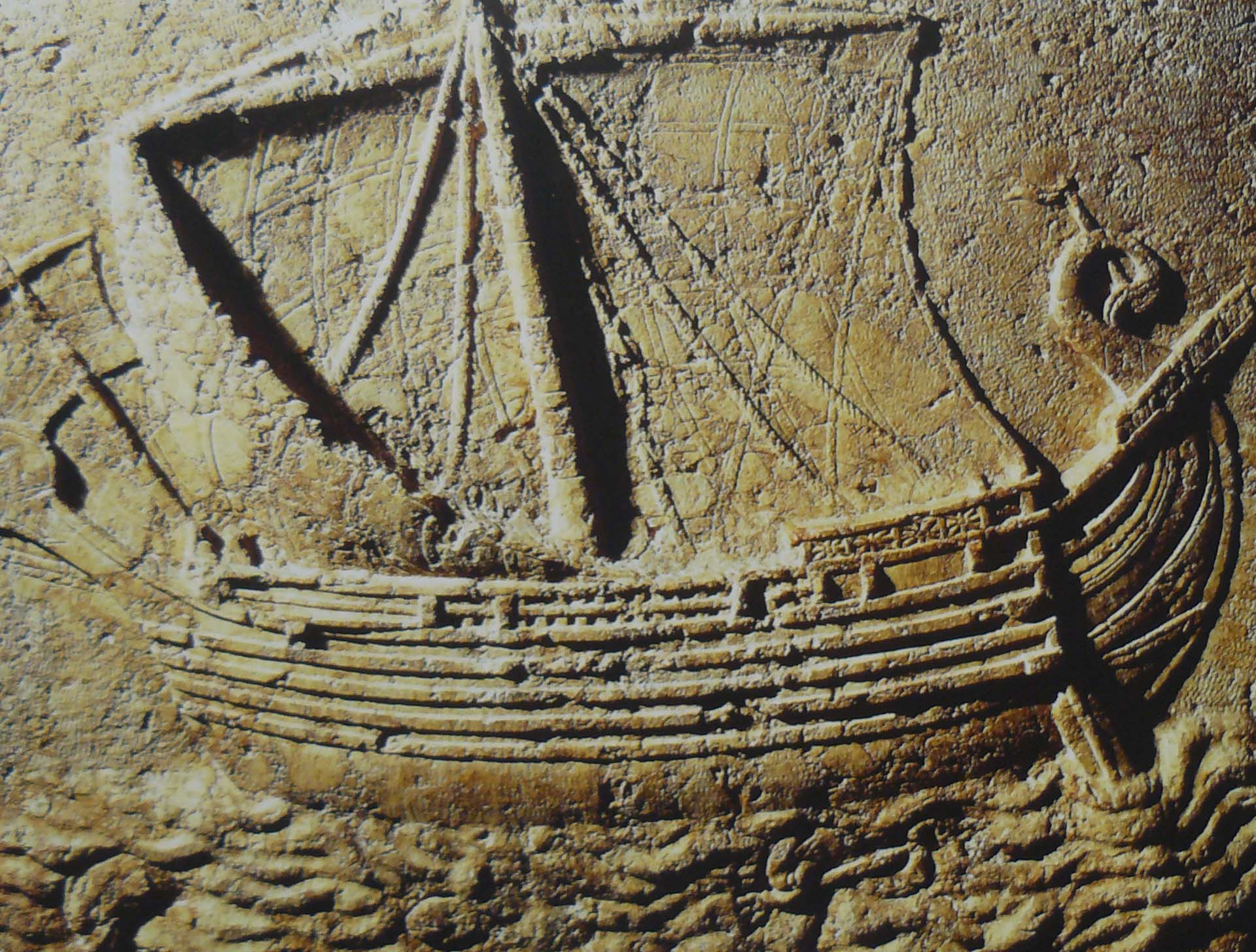
Représentation d'un bateau phénicien au avant notre ère.

Si Hérodote ne semble pas croire à la véracité de ce voyage, il a été avancé comme argument que cela tenait au détail rapporté que les marins « avaient eu le soleil à leur droite » c'est-à-dire que, suivant la course du Soleil dans l'hémisphère austral, celle-ci se trouve à droite en regardant vers l'Ouest. La sphéricité de la Terre étant connue depuis le VIe siècle avec Parménide et l'École pythagoricienne, un tel argument d'authenticité aurait pu être utilisé pour crédibiliser le récit pour l'historien grec. 
Un autre élément avancé est le fait de la présence des alizés contraires à la navigation vers le Nord au sud du cap Boujdour – le monde connu alors par les Phéniciens n'allant pas au-delà de Mogador sur la côte atlantique, notamment pour cette raison – empêchant la remontée à la voile depuis le nord du Golfe de Guinée. La pratique du cabotage à la rame est par ailleurs difficilement faisable sur de telles distances. À cela s'ajoute la présence de la longue bande saharienne désertique sur près de 2 000 km de côte depuis l'embouchure du fleuve Sénégal jusqu'à Agadir compromettant les possibilités d'autonomie en eau et en vivres.
Avec le contournement complet de l'Afrique par Vasco de Gama en 1498, le récit recommence à être réhabilité, puis réellement considéré par les savants du XVIIe et XVIIIe siècles – et notamment mis en regard de l'attesté Périple de la mer Érythrée effectué sur la côte orientale de l'Afrique (jusqu'à « Rhapta » et au nord du canal du Mozambique) dès le Ier siècle de notre ère pour les pratiques commerciales – avant que les historiens du XXe siècle se montrent à nouveau nettement plus sceptiques.